# Sacculina guineensis
Sacculina guineensis is een krabbezakjessoort uit de familie van de Sacculinidae. De wetenschappelijke naam van de soort is voor het eerst geldig gepubliceerd in 1971 door Boschma.